# Fornaretto Mantovano
Fornaretto Mantovano (Mantova?, XVI secolo – ...) è stato un pittore e stuccatore italiano, attivo nel mantovano alla fine del XVI secolo.

## Biografia
Era presente negli anni 1582-1583 a Sabbioneta, dove lavorò all'interno del Palazzo del Giardino e del Palazzo Ducale per il duca Vespasiano Gonzaga. Fu un collaboratore del pittore Bernardino Campi.
Attribuito al Fornaretto è l'affresco della sala centrale di Villa Negri-Moretti di Cesole di Marcaria.